# ヴィルヘルム・リンデンシュミット (子)
ヴィルヘルム・フォン・リンデンシュミット・デア・ユンゲレ(ドイツ語: Wilhelm von Lindenschmit der Jüngere, 1829年6月20日 - 1895年6月8日）はドイツの歴史画家である。ミュンヘン美術院の教授を務めた。

## 略歴
ミュンヘンで生まれた。同名の父親、ヴィルヘルム・リンデンシュミット(Wilhelm Lindenschmit der Ältere: 1806-1848)も歴史画家で多くの装飾画を描いたことで知られる。叔父のルートヴィヒ・リンデンシュミット(Ludwig Lindenschmit der Ältere）は美術教師、考古学者で最初の美術教育はこの叔父から受けた。15歳の1944年にミュンヘン美術院に入学した。同時に木版画、銅版画を学んだ。父親の没後、フランクフルトの美術学校、アントウェルペン美術アカデミーでも学んだ。その後パリで多くの歴史画を描いた。
1858年にドイツに戻り、フランクフルトで活動し、1863年からミュンヘンに移り、多くの施設の装飾画を描いた。1875年にミュンヘン美術院の教授に任じられた。リンデンシュミットが教えた学生にはエドムント・ハーブルガー(Edmund Harburger: 1846-1906)やマリアンヌ・ストークス(1855-1927)、ハンス・フォン・ハイエク(1869-1940)らがいる。

## 作品

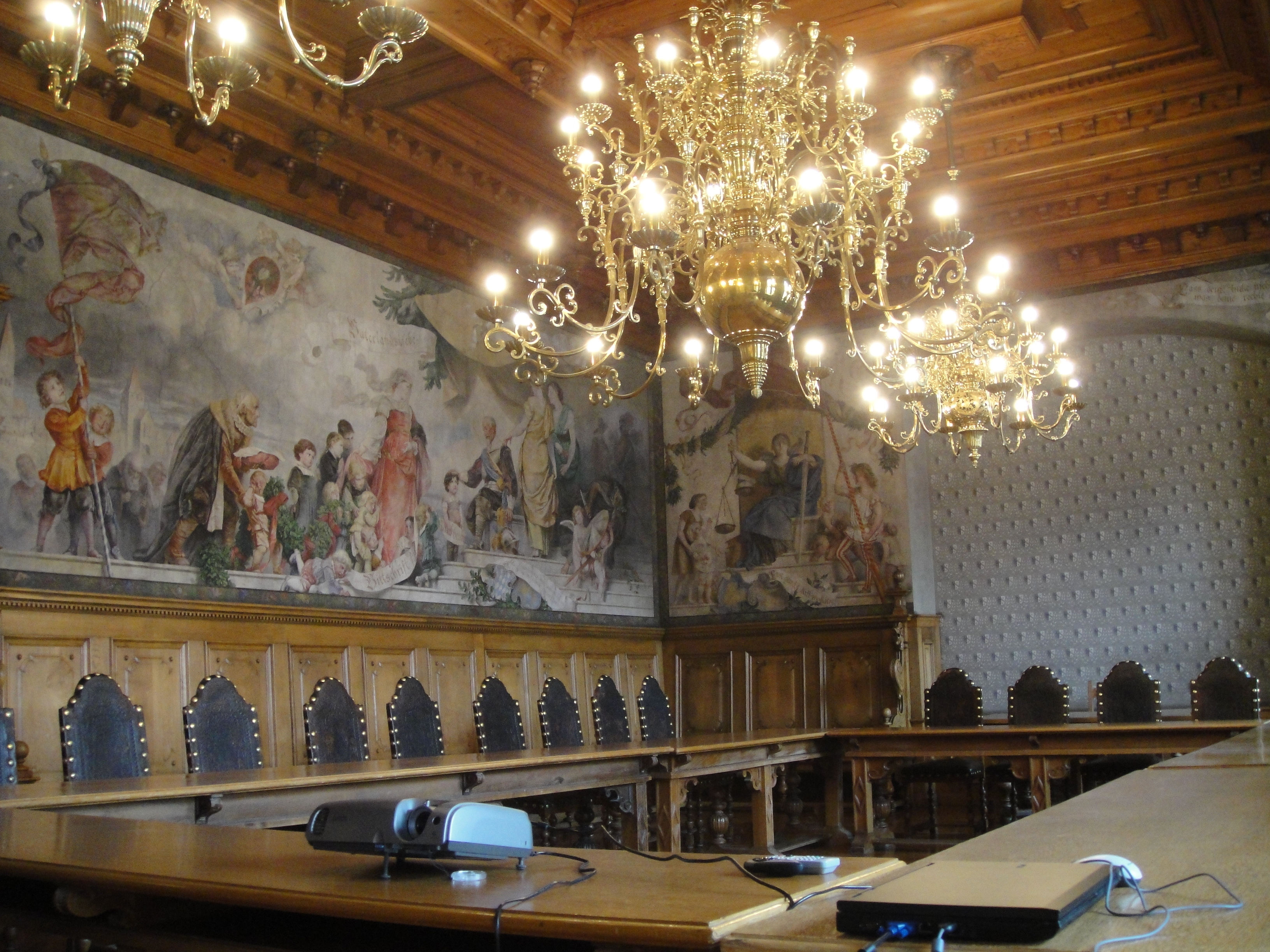
カウフボイレンのホールの壁画
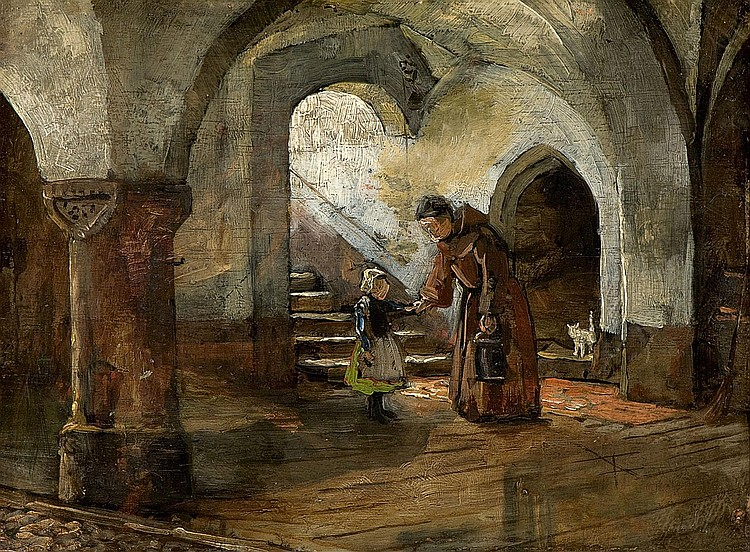
"Klosterszene"
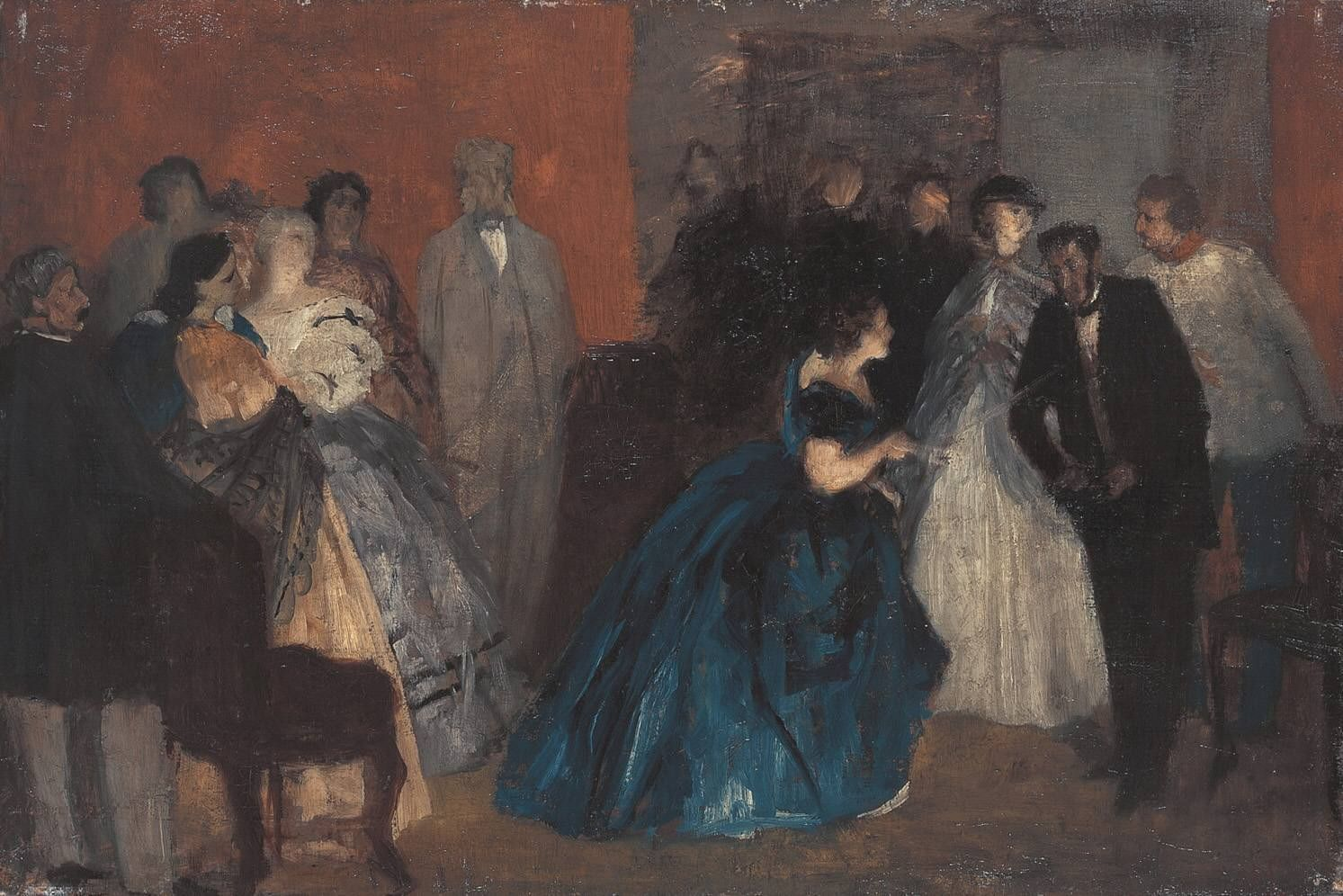
"Der Empfang der blauen Dame"
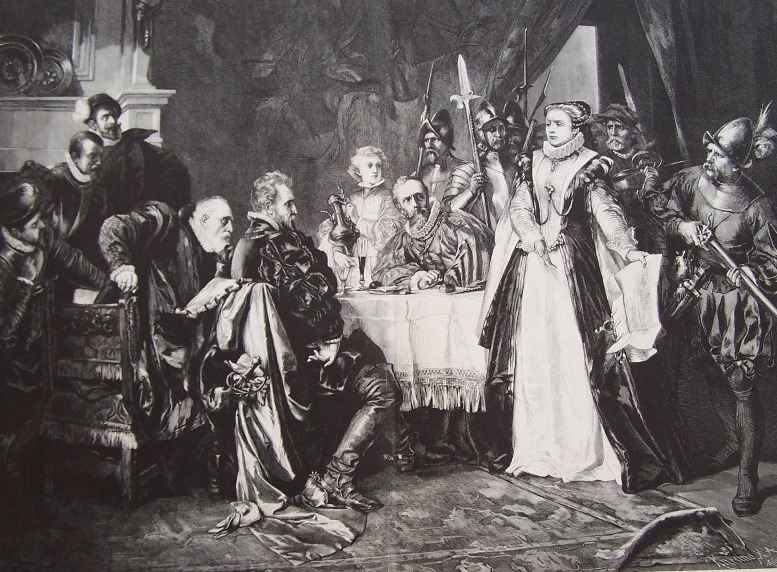
"Die Gräfin von Rudolstadt und Alba"